# Liste der Bodendenkmale in Vahlbruch
In der Liste der Bodendenkmale in Vahlbruch sind die Bodendenkmale der niedersächsischen Gemeinde Vahlbruch aufgeführt. Die Quelle ist der Denkmalatlas Niedersachsen. 

Vahlbruch im Landkreis Holzminden

Der Stand der Liste ist der 30. Januar 2025.

## Allgemein
In den Spalten finden sich folgende Informationen des Bodendenkmales:
| Lage         | geographische Koordinaten                                                           |
| Bezeichnung  | Bezeichnung lt. Denkmalatlas                                                        |
| Beschreibung | Beschreibung lt. Denkmalatlas                                                       |
| ID           | Objekt-ID                                                                           |
| Bild         | Bild, ggf. zusätzlich mit Link zu weiteren Fotos im Medienarchiv Wikimedia Commons. |

## Vahlbruch

### Meiborssen
| Lage                        | Bezeichnung             | Beschreibung | ID       | Bild |
| --------------------------- | ----------------------- | --- | -------- | ---- |
| 51° 54′ 5″ N, 9° 20′ 57″ O  | Meiborssen 2, Grabhügel | Durchmesser ca. 13 m und Höhe ca. 1 m. Bei Teilausgrabung 1927 konnte eine Steinsetzung um die Hügelmitte erfasst werden. | 28968315 | BW   |
| 51° 54′ 14″ N, 9° 20′ 56″ O | Meiborssen 4, Grabhügel | Durchmesser ca. 12 m und Höhe ca. 0,6 m. Abgeflachte Kuppe, schwach abgesetzter Rand.                                     | 28968316 | BW   |